# Papir mèdic Chester Beatty
El papir mèdic Chester Beatty és un dels papirs egipcis sobre medicina que es conserven avui dia. Tracta de diferents encisos i rituals encaminats a guarir el mal de cap i oferix alguns remeis d'utilitat en proctologia.
Està datat entorn de l'any 1200 aC i tot i que forma part de la col·lecció de papirs d'Alfred Chester Beatty, no ha de ser confós amb el Papir bíblic Chester Beatty, molt posterior i que conté textos bíblics d'origen cristià.